# Ironomyiidae
Ironomyiidae zijn een familie uit de orde van de tweevleugeligen (Diptera), onderorde vliegen (Brachycera). Wereldwijd omvat deze familie zo'n 5 genera en 17 soorten.